# کیون کلارک
کیون کلارک (انگلیسی: Keon Clark؛ زادهٔ ۱۶ آوریل ۱۹۷۵) بازیکن بسکتبال اهل ایالات متحده آمریکا است. از باشگاه‌هایی که در آن بازی کرده‌است می‌توان به یوتا جاز، تورنتو رپترز، دنور ناگتس، و ساکرامنتو کینگز اشاره کرد.